# Rana uenoi
Espèce
Rana uenoi est une espèce d'amphibiens de la famille des Ranidae.

## Répartition
Cette espèce se rencontre :
- sur l'île Tsushima au Japon ;
- dans la péninsule Coréenne.

## Publication originale
- Matsui, 2014 : Description of a new Brown Frog from Tsushima Island, Japan (Anura: Ranidae: Rana). Zoological Science, Tokyo, vol. 31, p. 613–620.